# Jonathan Root
Jonathan Edward "Jon" Root, född 10 juli 1964, är en amerikansk före detta volleybollspelare.
Root blev olympisk guldmedaljör i volleyboll vid sommarspelen 1988 i Seoul.